# Кулик-довгоніг строкатий
Кулик-довгоніг строкатий (Himantopus leucocephalus) — вид сивкоподібних птахів родини чоботарових (Recurvirostridae).

## Поширення

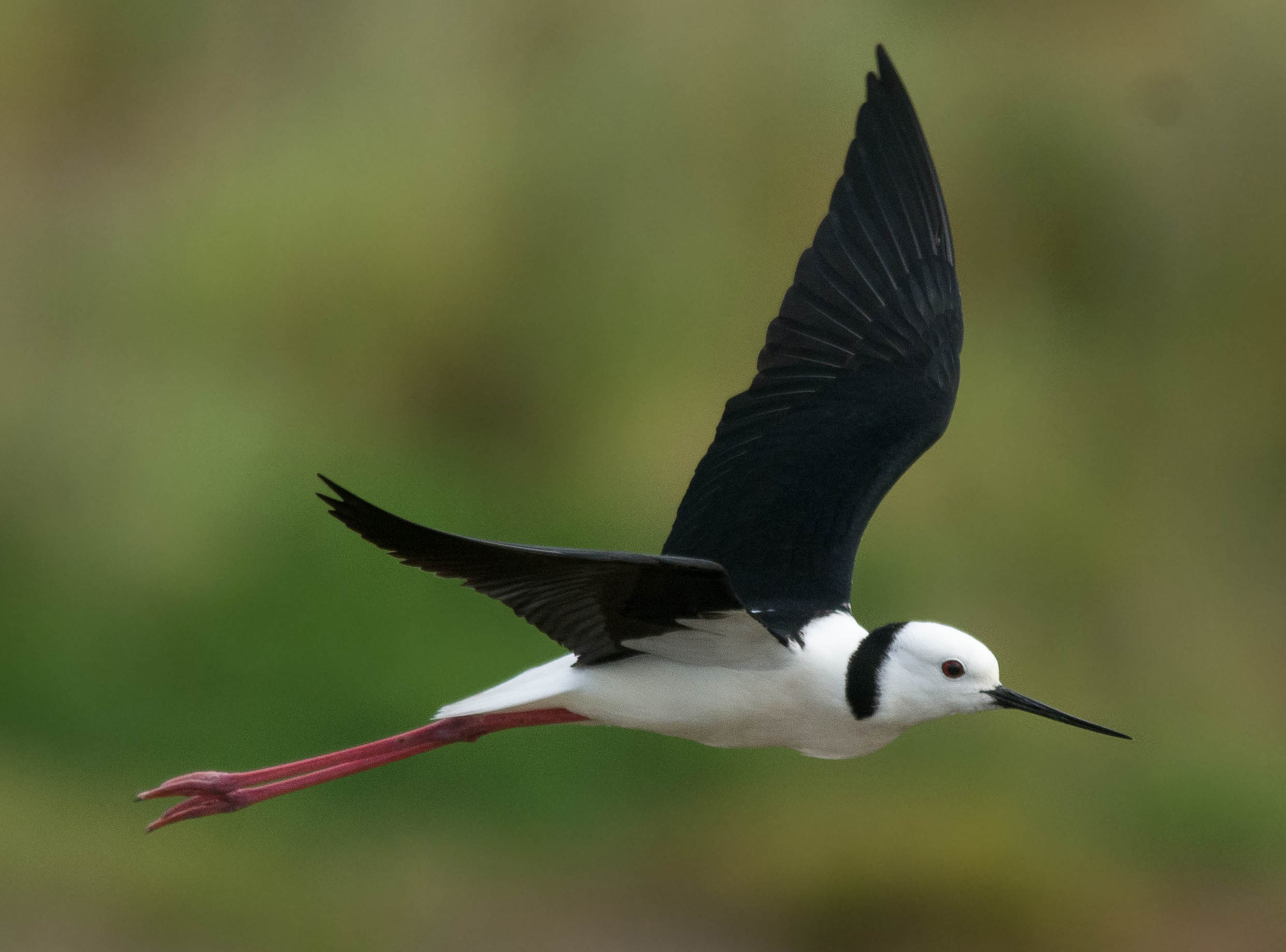
У польоті, штат Вікторія, Австралія

Птах поширений на півдні Суматри, Яви, Сулавесі, на значній частині Австралії, Новій Гвінеї та Новій Зеландії (останню колонізував у XIX столітті). Залітні птахи трапляються на Шрі-Ланці, Філіппах, Японії, Палау.

## Опис
Птах завдовжки до 35-40 см, вагою 138—208 г. Потилиця, задня частина шиї, задня частина спини, крила та хвіст чорні. Решта тіла білого кольору. Дзьоб довгий, тонкий та чорного кольору. Ноги рожевого кольору та дуже довгі.

## Спосіб життя

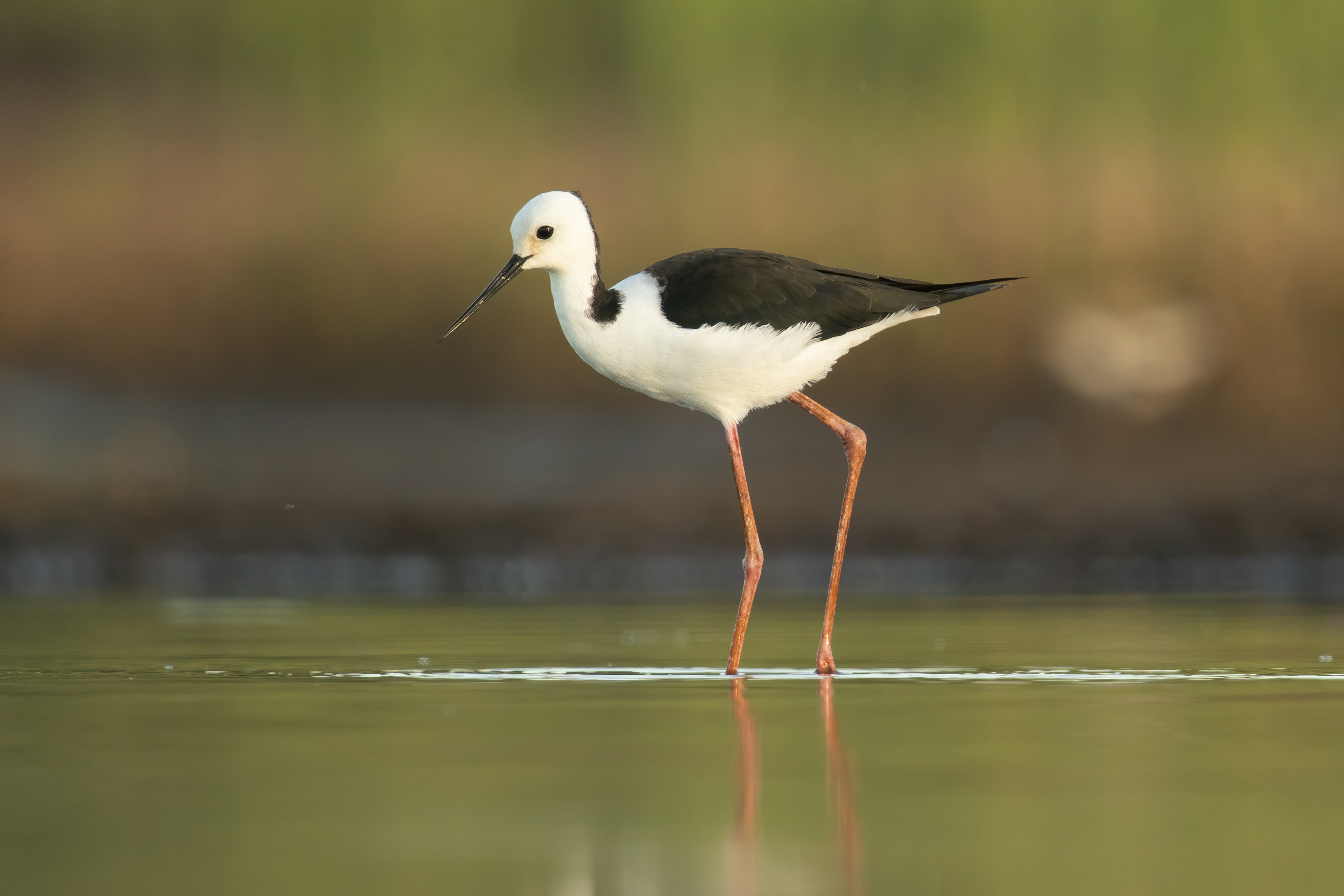
Himantopus leucocephalus, Новий Південний Уельс, Австралія

Мешкає на болотах, неглибоких водоймах, вологих луках. Живиться рибою, земноводними, ракоподібними, комахами, молюсками, хробаками тощо. Гніздиться невеликими колоніями на неглибоких водоймах. Гнізда — це неглибокі ямки у землі, вистелені камінням, гілочками та травою. У кладці чотири яйця. Незабаром після вилуплення молодь з батьками залишає гніздо. Пташенята вчаться літати через 4 тижні, але залишаються з батьками ще кілька місяців.